# Catherine de Brandebourg
Catherine de Brandebourg, née le 28 mai 1602, morte le 27 août 1644, était princesse de Transylvanie de 1629 à 1630.

## Biographie
Elle naît le 28 mai 1602, fille de Jean III Sigismond de Hohenzollern, électeur de Brandebourg, et d'Anne de Prusse. Elle épouse le 2 mars 1626 Gabriel II Bethlen, prince de Transylvanie, qui la fait élire comme successeur dès juin 1626.
Après la mort du prince le 25 novembre 1629, elle tente en vain pendant une année de s’imposer sur le trône en s’appuyant sur son favori, István Csáky (1603-1662), et cherche à faire passer la principauté sous le sceptre de Ferdinand II. Elle doit finalement renoncer le 21 septembre 1630. Parmi les deux candidats au trône agréés par la Sublime Porte, elle choisit pour la remplacer Georges Ier Rakoczy par haine de son beau-frère Étienne III Bethlem.
L’élection du nouveau prince Georges Ier Rákóczy a lieu le 1er décembre 1630. 
Catherine de Hohenzollern se retire en Allemagne où elle épouse en 1638 François-Charles de Saxe-Lauenbourg. Elle meurt le 27 août (ou le 31 janvier) 1644 (ou en 1649, selon les sources).